# Rocuroni
El rocuroni o bromur de rocuroni és un blocador neuromuscular (habitualment anomenats relaxants musculars) no despolaritzant (o sigui, que no provoca contracció inicial dels músculs abans de paralitzar-los) aminoesteroïdal monoquaternari anàleg del vecuroni que s'utilitza en anestèsia per facilitar la intubació orotraqueal i relaxar la musculatura esquelètica durant la cirurgia o la ventilació mecànica.

## Característiques
És el fàrmac més recent del seu grup i es caracteritza pel seu ràpid inici d'acció, que permet la inducció anestèsica de seqüència ràpida, i la seva durada intermèdia. Pràcticament no es metabolitza i s'elimina via hepàtica (excreció biliar) i en petita quantitat via renal.
L'efecte del rocuroni es pot prolongar en pacients ancians, en casos d'insuficiència hepàtica greu i en l'embaràs.
Està comercialitzat com a EFG i Esmeron a Espanya i en la majoria de països, i Zemuron  en els Estats Units.

## Mecanisme d'acció
Actua competint amb l'acetilcolina pels receptors nicotínics de la placa motriu.
Els inhibidors de l'acetilcolinesterasa com la neostigmina, l'edrofoni o la piridostigmina antagonitzen la seva acció.
El sugammadex, derivat de la γ-ciclodextrina, reverteix l'efecte del rocuroni.

## Farmacodinàmia
La DE90 (dosi necessària per produir una depressió del 90% de la transmissió neuromuscular del dit polze a l'estimulació del nervi cubital) amb anestèsia endovenosa és de 0,3 mg/kg.
Amb 0,6 mg/kg de rocuroni (2xDE90) la durada clínica (fins a la recuperació espontània del 25% de la transmissió neuromuscular) és de 30-40 minuts. La durada total (temps fins a la recuperació espontània del 90% de la transmissió neruomuscular) és de 50 minuts. Amb 0,6 mg/kg de rocuroni el temps mitjà de recuperació espontània del 25% al 75% de la transmissió neuromuscular (índex de recuperació) és de 14 minuts. Amb dosis de 0,3-0,45 mg/kg (1-1,5xDE90) la durada de la seva acció és més curta. Amb una dosi de 2 mg/kg la durada clínica és de 110 minuts.

## Dosificació
La dosi inicial endovenosa per a la intubació és de 0,45-0,9 mg/kg i la de manteniment de 0,15 mg/kg (0,075-0,1 mg/kg si s'utilitzen anestèsics halogenats).
En infusió contínua es necessiten de 5 a 12 μg/kg/min (0,3 a 0,6 mg/kg/h). Si s'utilitza anestèsia inhalatòria o és de preveure un allargament de la durada de la seva acció, la velocitat d'infusió ha de ser de 0,3 a 0,4 mg/kg/h.
En pediatria la dosi per a la inducció i el manteniment pràcticament és igual que la dels adults. En el nounat no està ben establerta.
En pacients obesos o amb sobrepès s'ha de calcular la dosi en funció del seu pes ideal.
Es necessiten dosis inicials lleugerament més altes en pacients amb insuficiència hepàtica avançada degut, probablement, al major volum de distribució.

## Reaccions adverses
Les més freqüents són dolor o reacció en el lloc de la injecció i bloqueig neuromuscular prolongat.
Pot tenir un lleuger efecte vagolític. Les reaccions adverses greus però rares (freqüència menor a 1/10.000) són les reaccions anafilàctiques i anafilactoides i els seus símptomes associats.

## Avís
Qui utilitzi aquest fàrmac ha de dominar les tècniques de control de la via aèria i disposar dels medis adequats per assegurar-la.